# Nedensdorf
Nedensdorf ist ein Gemeindeteil der oberfränkischen Stadt Bad Staffelstein im Landkreis Lichtenfels.

## Geografie
Das Dorf liegt etwa acht Kilometer südwestlich von Lichtenfels am Main. Gelegentlich transportiert ein Holzkahn als Seilfähre Personen über den Fluss. Südlich von Nedensdorf befindet sich der Prallhang des Mains am Trimeusel mit einem markanten Lias-Aufschluss. Westlich verläuft die Schnellfahrstrecke Nürnberg–Erfurt. Die Mainzuflüsse Weidigsgraben und Schmiedsgraben queren den Ort. Durch Nedensdorf verläuft der Fränkische Marienweg.

## Geschichte
Nedensdorf wurde im 9. Jahrhundert erstmals in den Traditionen des Klosters Fulda genannt, die auf einer Abschrift im Codex Eberhardi aus dem 12. Jahrhundert beruhen. Die nächste Erwähnung ist für 1139 belegt, als der Abt Balduin von Kloster Banz das Allod „Nedimstorf“ von Pillung von Memmelsdorf erwarb.
1801 gehörte die hohe Zent dem Hochstift Bamberg, die Dorf-, Gemeinde-, Lehen- und Vogteiherrschaft dem Kloster Banz. Die Einwohner waren nach Altenbanz gepfarrt. Der Ort hatte ein Gemeindehaus, ein Hirtenhaus und ein ödes Brauhaus. Weiterhin standen in Nedensdorf drei Höfe, fünf Güter, zwölf halbe Güter und dreizehn Söldengüter. 1862 erfolgte die Eingliederung von Nedensdorf mit seinem Ortsteil Neuhof in das neu geschaffene bayerische Bezirksamt Staffelstein.
1871 hatte Nedensdorf 312 Einwohner und 164 Gebäude sowie eine eigene Schule. Die katholische Kirche befand sich im 3,5 Kilometer entfernten Kloster Banz. 1890 wurde die Freiwillige Feuerwehr gegründet. 1900 umfasste die Landgemeinde Nedensdorf eine Fläche von 540,07 Hektar, 264 Einwohner, von denen alle katholisch waren, und 48 Wohngebäude. 249 Personen lebten in Nedensdorf in 46 Wohngebäuden. Die zuständige evangelische Pfarrei befand sich in Herreth. 1925 lebten 218 Personen in 42 Wohngebäuden, 1950 waren es 285 Einwohner und 42 Wohngebäude. Im Jahr 1970 zählte der Ort 229 Einwohner und 1987 246 Einwohner sowie 62 Wohngebäude.
Am 1. Juli 1972 schloss sich Nedensdorf mit seinem Gemeindeteil Neuhof und den Nachbargemeinden Altenbanz, Stadel, Unnersdorf und Teilen Weingartens zur neuen Gemeinde Banz zusammen, die am 1. Januar 1978 aufgelöst und in die Stadt Staffelstein eingegliedert wurde. Seitdem ist Nedensdorf ein Stadtteil Staffelsteins.
Am 1. Juli 1972 wurde der Landkreis Staffelstein aufgelöst und Nedensdorf in den Landkreis Lichtenfels eingegliedert.

## Sehenswürdigkeiten
Die katholische Filialkirche Maria Königin wurde 1957 als moderne Saalkirche mit halbrundem Schluss nach einem Entwurf des Architekten Hans Geßner vom Landbauamt Bamberg errichtet. Der Bamberger Künstler Anton Greiner schmückte sie mit Wandmalereien aus. Der Weihbischof in Bamberg Artur Michael Landgraf konsekrierte die Kirche am 1. Mai 1957. Im Jahr 1996 folgte der Anbau des Kirchturms und der Sakristei.

## Baudenkmäler
Im Jahr 1805, als in Oberfranken auch bürgerliche Personen das Braurecht erhielten, wurde die Brauerei Reblitz gegründet. Der Bierausstoß beträgt etwa 400 Hektoliter pro Jahr. Die Brauerei Leicht existierte von 1902 bis 1985.
In der Liste der Baudenkmäler in Nedensdorf sind weitere Sehenswürdigkeiten aufgeführt.
Der Hüter des Feldes ist eine uralte Stieleiche in den Fluren von Nedensdorf.